# Liga Premier
Liga Premier – trzeci poziom rozgrywek piłkarskich w Meksyku. Podzielona na dwie grupy – Serie A (36 klubów) i Serie B (28 klubów).

## Aktualny skład

### Serie A
| Klub                   | Miasto                | Założenie | Stadion                         | Pojemność     | Kraj      | Trener               | Od      |
| Grupo 1                | Grupo 1               | Grupo 1   | Grupo 1                         | Grupo 1       | Grupo 1   | Grupo 1              | Grupo 1 |
| ---------------------- | --------------------- | --------- | ------------------------------- | ------------- | --------- | -------------------- | ------- |
| Alacranes              | Durango               | 1958      | Francisco Zarco                 | 18 000 miejsc | Meksyk    | Julio Estrada        |         |
| Atlas B                | Guadalajara           |           | Alfredo „Pistache” Torres       | 3 000 miejsc  | Meksyk    | Adán Fregoso         |         |
| Atlético Reynosa       | Reynosa               | 2012      | UD Solidaridad                  | 10 000 miejsc | Meksyk    | Esteban Mejía        |         |
| Dorados UACH           | Chihuahua             | 2005      | Olímpico UACH                   | 22 000 miejsc | Meksyk    | Francisco Gamboa     |         |
| Gavilanes              | Matamoros             | 2011      | El Hogar                        | 36 000 miejsc | Meksyk    | Mario Pérez          |         |
| Guadalajara B          | Guadalajara           |           | Verde Valle                     | 1 000 miejsc  | Meksyk    | Omar Arellano        |         |
| León B                 | León                  |           | Casa Club León                  | 2 000 miejsc  | Meksyk    | José Alfredo Murguía |         |
| Loros UdeC             | Colima                | 1981      | Olímpico Universitario          | 11 812 miejsc | Meksyk    | Víctor Hugo Mora     |         |
| Monterrey B            | Monterrey             |           | Cancha El Barrial               | 2 000 miejsc  | Argentyna | Hugo Castillo        |         |
| Morelia B              | Morelia               |           | Cancha Anexa del Morelos        | 2 000 miejsc  | Meksyk    | Gastón Obledo        |         |
| Necaxa B               | Aguascalientes        |           | Casa Club                       | 1 000 miejsc  | Meksyk    | Jorge Martínez       |         |
| Pacific                | Mazatlán              | 2017      | Centenario                      | 10 844 miejsc | Meksyk    | Luis Mendoza         |         |
| Santos Laguna B        | Torreón               |           | Cancha Alterna 5 TSM            | 1 000 miejsc  | Meksyk    | Miguel García        |         |
| Tecos UAG              | Guadalajara           | 1971      | Tres de Marzo                   | 30 015 miejsc | Chile     | Rodrigo Ruiz         |         |
| Tepatitlán             | Tepatitlán de Morelos | 1944      | Gregorio „Tepa” Gómez           | 3 000 miejsc  | Meksyk    | Enrique López Zarza  |         |
| Tepic                  | Tepic                 | 1959      | Arena Cora                      | 12 945 miejsc | Meksyk    | Paolo Serrato        |         |
| Tigres UANL B          | Monterrey             |           | Instalaciones de Zuazua         | 800 miejsc    | Meksyk    | Hernán Elizondo      |         |
| Tijuana B              | Tijuana               |           | Caliente                        | 29 333 miejsc | Meksyk    | Gilberto Mora        |         |
| Grupo 2                |                       |           |                                 |               |           |                      |         |
| América B              | Meksyk                |           | Coapa Cancha 2                  | 1 000 miejsc  | Włochy    | Ernestino Ramella    |         |
| Cruz Azul B            | Jasso                 |           | 10 de Diciembre                 | 17 000 miejsc | Meksyk    | Porfirio Jiménez     |         |
| Cruz Azul Hidalgo      | Jasso                 | 1993      | 10 de Diciembre                 | 17 000 miejsc | Chile     | Edgardo Fuentes      |         |
| Halcones               | Cuernavaca            | 2017      | Centenario                      | 15 237 miejsc | Meksyk    | Martín Reyna         |         |
| Inter Playa del Carmen | Playa del Carmen      | 1999      | Mario Villanueva Madrid         | 7 000 miejsc  | Meksyk    | Manuel Salcedo       |         |
| Irapuato               | Irapuato              | 1911      | Sergio León Chávez              | 30 712 miejsc | Meksyk    | Luis Padilla         |         |
| La Piedad              | La Piedad             | 1951      | Juan N. López                   | 15 000 miejsc | Meksyk    | Héctor Real          |         |
| Lobos BUAP B           | Puebla                |           | Universitario BUAP              | 20 411 miejsc | Meksyk    | Hiram Bandala        |         |
| Pachuca B              | Pachuca               |           | Universidad del Fútbol Cancha 3 | 1 000 miejsc  | Meksyk    | Francisco Cortéz     |         |
| Pioneros               | Cancún                | 1984      | Andrés Quintana Roo             | 17 289 miejsc | Meksyk    | Carlos Cazarín       |         |
| Puebla B               | Puebla                |           | Club Alpha 3                    | 2 500 miejsc  | Argentyna | Horacio Arce         |         |
| Pumas UNAM B           | Meksyk                |           | La Cantera                      | 2 000 miejsc  | Meksyk    | Ismael Íñiguez       |         |
| Querétaro B            | Querétaro             |           | Corregidora                     | 34 130 miejsc | Meksyk    | Isaac Morales        |         |
| Real Zamora            | Zamora de Hidalgo     | 1950      | UD El Chamizal                  | 1 000 miejsc  | Meksyk    | Francisco Gómez      |         |
| Sporting Canamy        | Oaxtepec              | 2003      | Olímpico de Oaxtepec            | 9 000 miejsc  | Meksyk    | Juan Carlos Rico     |         |
| Toluca B               | Toluca                |           | Instalaciones de Metepec        | 2 000 miejsc  | Meksyk    | Marvin Cabrera       |         |
| Tuxtla                 | Tuxtla Gutiérrez      | 2017      | Municipal Richard Ruiz          | 3 000 miejsc  | Meksyk    | Jorge Urbina         |         |
| Veracruz B             | Veracruz              |           | Centro de Alto Rendimiento      | 2 240 miejsc  | Meksyk    | Arturo Avilés        |         |